# Celestino Valenzuela
Celestino Moreira Valenzuela, mais conhecido como Celestino Valenzuela (Alegrete, 9 de junho de 1928 — Porto Alegre, 15 de outubro de 2020), foi um narrador esportivo e apresentador de televisão brasileiro, com carreira consolidada no Rio Grande do Sul.
Trabalhou nas rádios Itaí, Farroupilha, UFRGS e Gaúcha. Estreou na televisão junto com a própria TV no Rio Grande do Sul, em 1959, na recém-inaugurada TV Piratini. Tornou-se famoso nas décadas de 1970 e 1980 pelo bordão "Que lance!" e por narrar jogos da Dupla Grenal na RBS TV, onde apresentou o Globo Esporte RS e o Jornal do Almoço.
Ao se aposentar, em 1989, foi substituído por Paulo Brito. Foi considerado por muitos o maior narrador da história do futebol gaúcho. Em 2012, na última rodada do Campeonato Brasileiro, narrou por alguns instantes o Grenal transmitido pelo canal SporTV, evento este que marcava a despedida do Estádio Olímpico.
Valenzuela sofreu um infarto no dia de seu aniversário de 92 anos e foi internado no Hospital São Francisco, da Santa Casa de Porto Alegre. Não resistiu às complicações e morreu aos 92 anos, na noite do dia 15 de outubro de 2020.